# William McSherry
William McSherry, né le 19 juillet 1799 et mort le 18 décembre 1839, est un prêtre catholique américain et membre de la Compagnie de Jésus, ayant joué un rôle crucial dans le développement de l'éducation jésuite aux États-Unis d'Amérique. 

## Biographie
Fils d'immigrants irlandais, il fait ses études au Georgetown College, où il intègre la Compagnie de Jésus. En tant que l'un des premiers Américains à achever la formation jésuite traditionnelle, il est ensuite envoyé à Rome pour y recevoir une formation sacerdotale approfondie.
Au cours de son séjour à Rome, William McSherry fait des découvertes significatives dans les archives jésuites, mettant au jour des documents importants et oubliés. Ces trouvailles enrichissent considérablement les connaissances des historiens sur les premiers établissements européens dans le Maryland, ainsi que sur les langues et les cultures des tribus amérindiennes de la région.
Entre 1833 et 1837, il occupe le poste de premier supérieur provincial des jésuites de la province du Maryland, où il établit des fondations solides pour l'organisation. En 1838, il joue également un rôle controversé dans la vente d'esclaves de la province, un événement qui a des répercussions significatives sur la communauté jésuite et la société de l'époque.
En 1837, il assume brièvement la présidence du Georgetown College, tout en étant nommé pour une seconde fois supérieur provincial en 1839. Malheureusement, sa santé se détériore rapidement, et il décède quelques mois plus tard, laissant derrière lui un héritage d'engagement envers l'éducation et la mission jésuite. Sa vie et son œuvre continuent d'influencer le développement des institutions jésuites aux États-Unis.